# Коробова-Богдашевська Зоя Ісаківна
Ко́робова-Богдаше́вська Зо́я Іса́ківна (* 6 лютого 1946, Хотин — † 11 жовтня 2005, Київ) — українська радіожурналістка, мистецтвознавець, скрипаль. Дружина Юрія Богдашевського.

## Життєпис
Закінчила Рівненський педагогічний інститут у 1973 році.
1966—1972 — скрипаль симфонічного оркестру Рівненського українського музично-драматичного театру.
З 1973 працює у Києві в Головній редакції музичного мовлення Національної радіокомпанії України (редактор, старший редактор, коментатор, ведуча програм).
Була ініціатором проведення радіофестивалю «Україно, пісне моя!», режисером і однією з ведучих популярної радіопередачі «В опереті як в опереті» музичної радіостудії «Ліра».
На радіо проводила бесіди з багатьма діячами культури (з Б. Ступкою, І. Гамкалом, І. Шамо, Д. Луценком, Ю. Рибчинським, В. Юхимовичем, Є. Станковичем та ін.), вела радіопередачі про видатних співаків України (М. Скала-Старицького, О. Руснака, Й. Гошуляка, З. Штокалка, І. Маланюк, Г. Шандровського, І. Алчевського).
Зої Коробовій присвячено книгу «Україно, пісне моя!» (К., 2010), у якій опубліковані спогади про неї Ю. Богдашевського, Т. Севернюк, В. Кушпета, О. Комарова, Ю. Кузьменка, Л. Олійник, Л. Остапенко, М. Миколайчук, Г. Кириліної, С. Литвиненка, В. Корнійчука.